# D’Andre Hill
D’Andre M. Hill (* 19. April 1973 in Cincinnati, Ohio) ist eine US-amerikanische ehemalige Sprinterin.
Für die Louisiana State University startend wurde sie 1995 und 1996 NCAA-Meisterin über 100 Meter und 1996 NCAA-Hallenmeisterin über 60 Meter.
Bei den Weltmeisterschaften 1995 in Göteborg trug sie in der 4-mal-100-Meter-Staffel mit einem Einsatz im Vorlauf zum Gewinn der Goldmedaille für das US-Team bei.
1996 qualifizierte sie sich mit einem dritten Platz bei den US-Ausscheidungskämpfen über 100 Weltmeisterschaften 1995 für die Olympischen Spiele in Atlanta, wo sie das Halbfinale erreichte.

## Bestzeiten
- 60 m (Halle): 7,21 s, 25. Februar 1996, Lexington
- 100 m: 10,92 s, 15. Juni 1996, Atlanta
- 200 m: 22,49 s, 1. Juni 1996, Eugene
  - Halle: 23,24 s, 8. März 1996, Indianapolis